# Hawley (Pensilvania)
Hawley es un borough ubicado en el condado de Wayne en el estado estadounidense de Pensilvania. En el año 2000 tenía una población de 1.303 habitantes y una densidad poblacional de 823.2 personas por km².

## Geografía
Hawley se encuentra ubicado en las coordenadas 41°28′42″N 75°10′45″O / 41.47833, -75.17917.

## Demografía
Según la Oficina del Censo en 2000 los ingresos medios por hogar en la localidad eran de $22,404 y los ingresos medios por familia eran $33,462. Los hombres tenían unos ingresos medios de $25,357 frente a los $20,357 para las mujeres. La renta per cápita para la localidad era de $16,093. Alrededor del 20.7% de la población estaba por debajo del umbral de pobreza.